# 超人力霸王雷歐
《雷欧·奥特曼》（日語：ウルトラマンレオ）是由圓谷製作製作的特攝電視劇，於1974年4月12日至1975年3月28日期間，每周五晚間19：00至19：30在日本TBS電視台播出，全51話。

## 概要

### 故事大綱
本作講述了一名來自「獅子座L77星」的戰士超人力霸王雷歐的故事，由於其故鄉遭到馬格瑪星人（マグマ星人）完全摧毀，他因而來到地球，並化身為人間體「鳳源」在日本的城南體育中心擔任教練。在第1話中，彈則提及自從L77星毀滅後，在地球已經過了一個月的時間。
與此同時，超人七號在太郎離開後再次承擔地球的防衛任務，並再次化身為人間體「諸星彈」，成為宇宙巡邏隊MAC的隊長。當馬格瑪星人帶領著雙子怪獸：红吉拉斯、黑吉拉斯將侵略的魔手伸向地球時。在激烈的戰鬥中，彈的右腳因重傷並失去了變身能力，而源＝雷歐則代替他的決心以保護第二個故鄉「地球」加入了MAC。作為一名未成熟的戰士，源在接受彈的特訓的同時，也將持續與其他的外星人和怪獸們戰鬥。

### 企劃
本作品基本延續了之前的《超人力霸王系列》劇集製作格式，但風格發生了重大變化。為了提升劇集水準，企劃書明確規定「探討人與人之間的殘酷衝突！！！（骨肉相食む人間ドラマ!!!）」的施政方針，並在前39話的劇本封面上標榜「生動詠唱生存的嚴酷與悲傷」的標語。根據這些概念，劇集的主角鳳源（おおとり ゲン）在與強敵和周圍的人士產生摩擦的過程中，被迫處於困難的環境中並痛苦掙扎，逐漸成長為英雄的故事。
為了突顯故事的特點，鳳源被設定為「超人力霸王雷歐」的人間體，他一名失去著故鄉獅子座L77星的宇宙人，而非傳統以M78星雲光之國出身的設定。此外，雷歐的活動時間縮短為2分40秒，格鬥場面也相應縮短，以恢復孤獨但堅定開拓道路的英雄形象，這是劇集意圖回復英雄神秘感的嘗試。而作品風格的轉變受到五岛勉的作品《諾斯特拉達姆斯的大預言》（ストラダムスの大予言）、小松左京著《日本沉沒》等當時末日幻想潮流作品的影響。此外，原作人圓谷英明曾在其著作《超人力霸王在哭泣》中提到，根據作品的命名上來看，手塚治虫的《小白狮》對《雷歐》的影響不可忽視，並評論道：「《雷歐》劇中受到七號的指導，針對主人公經歷嚴苛訓練成長的故事，則是受到當時的運動勵志作品，包括《巨人之星》、《明日之丈》的啟發」。
受到前作《太郎》後半部分對於光學合成和火藥效果的經費限制，以及當時空手道、功夫電影熱潮的主流迴響，雷歐的戰鬥風格則強調格鬥技巧而非光線技能。為了節約成本，劇集特效轉為以動作場面為亮點，並增加了真人大小的宇宙人角色，使其在劇集中扮演更重要的角色，同時減少怪獸特效和光線技的使用。這種變化強調了師徒關係和運動元素的劇情和動作要素。而飾演主角的演員，最終則選上了擁有少林寺拳法（初段）、劍道（2段）資格的新人演員真夏龙擔綱演出。
此外，失去變身能力的超人七號=諸星彈則扮演了地球防衛部隊的隊長，同時在知道主角身份並指導著他。劇集的劇情也圍繞著平民進行發展。包括梅田兄妹則作為代表孩子觀眾的視角登場，並成為後半劇情中的主要角色。
在規劃階段，在標題上計劃繼承「A」（衛司）和「T」（太郎）以英文字母作為象徵標題的文字，最初規劃曾將劇集稱為《超人力霸王L》（ウルトラマンL），此外，劇集原預定於1974年4月5日開始播出，但由於《太郎》的播出時間延長了一周，因此改為同年4月12日開始播出。有兩種說法解釋這個延期原因：一是因為《雷歐》的製作延遲，所以增加了《太郎》的一集；二是為了避免在四月開始播出時與其他特攝英雄節目競爭。」

### 製作狀況
最初企劃初，宇宙怪獸攻擊隊M.A.C的隊長的名稱設定為「川上鐵太郎」，他在得知鳳源的真實身份後，則為他準備進行訓練與合作，原本計劃安排森次晃嗣飾演川上一角，然而森嗣對在超人力霸王系列中扮演彈以外的角色表示異議，最終製作方只好將隊長改為彈，對於該作品出演持有猶豫態度，最終則向上層提出要約而獲得批准。因而在第1話中，設定彈與怪獸搏鬥時身受重傷，因而失去了變身七號的能力。這些變更也受到前一年的災難電影《日本沈沒》等以及功夫電影風潮（如《龍爭虎鬥》）的影響。
不過，本作品直到第16集的激烈發展，由於此時「超人力霸王」形象在觀眾年齡層的低齡化與製作方的設想不符，加上與《太郎》明亮的風格相比，年輕觀眾的反應並不理想，第一季的收視率僅得14.1%，在當時算是較低的結果。為應對這一情況，從第17話開始，前期強調的艱苦訓練描寫逐漸減少，引入了與之前作品類似的「奇幻系列」和「民間故事系列」，同時加入了如同《太郎》般，具有一定喜劇風格的故事。
然而，由於視聽率的持續低迷加上第一次石油危機的衝擊導致日本物價飛漲，給製作團隊製造成了直接打擊，節目不得不緊縮製作費用。除了為節約演員費用而削減了常駐演員的數量，同時削減了每集怪獸戰衣的製造費用及防衛隊基地的場景維護費用，結果節目被迫在中途進行了接近家庭劇風格的重大改變。最終季度的「圓盤生物系列」則是旨在通過道具操作，盡可能地表現與怪獸對戰的預算削減方案，最終仍還是有幾個圓盤生物的怪獸套裝登場。而到了故事的中期階段，防衛隊「MAC」的存在逐漸淡化，最終在劇組人員認定「MAC對於作品並非必不可少」的判斷，導致了第40話MAC全軍覆沒，成為了一項減少開支的因素之一。
當時，雖然沒有參與其中，但曾屬於同人圈子「怪獸俱樂部」的原口智生表示，怪獸俱樂部的成員曾被時任圓谷製片廠的製片人熊谷健召喚，提出了加強怪獸形象和圓盤生物等方面的改進建議。而最終季度有一種設想，即描繪「超人力霸王家族乘坐巨大飛碟參與捲入宇宙戰爭，戰鬥至最後的情節」，劇中第38和39話則為這一設想的殘留。這個設想後來被繼承並應用在《The Ultraman》中。
由於上述所影響的製作情況，使得本作品最終成為了僅專注於鳳源的成長故事，其中鳳源的努力開始見效果，不再需要特訓，最終使主人公開始獨立的發展。最終，雖然與最初的主題相符，但年均收視率僅為10.9%。但主要編劇田口成光預料到本作品無法超越《太郎》的收視率，因此從一開始就決定給當時的超人力霸王系列一個「結束」的交代。
在1975年3月13日的《每日新聞》晚間版上，曾以「再見，超人力霸王（さよならウルトラマン）」為題，報導了本作品和第二期超人力霸王系列的結束，因此，本作品也標誌著昭和第二期系列的結束。

## 登場角色

### 主角
鳳源  
飾演者：真夏龍
配音：陳旭明（香港亞視）
本作主角， 超人力霸王雷歐的人間體，外觀年齡20歲。
他是一名開朗的好青年，善於照顧人，待人友善，並將地球視為「第二故鄉」。他在MAC的背號是「7」，在正傳故事開始前一個月，家鄉在馬格馬星人的突襲侵略下遭到毀滅，其父母和其他的同類都不幸遇害，因此倖免於難的雷歐則流亡到地球，開始在城南體育俱樂部擔任教練，因此有時會在劇中表現出失去家鄉的憂鬱及悲傷。，在劇中，他平時依靠左手佩戴的戒指「獅子之瞳」變身成雷歐。
在第1話時，他變身成雷歐及時拯救了與馬格馬星人苦戰的七號，並在其人間體諸星彈的邀請下加入MAC，成為MAC的新隊員。從此便代替因受傷而失去變身能力的諸星彈保護地球。並在諸星彈的嚴厲訓練下刻苦鍛鍊著自己的實力，並發誓要以自己的雙手來保衛自己所愛的地球，成為獨當一面的「超人力霸王戰士」。在非上班時間時，他仍然在運動中心擔任教練的工作。
即使在人類形態下，他展示了出色的身體能力和超感知能力，但由於戰鬥經驗不足，有時由於年輕所致的情感判斷而採取不適當的行動，經常遭到其他隊員的指責並引發摩擦。然而，通過應對逆境和每一集彈給予的嚴格特訓以及孤獨的戰鬥，他不斷磨練自己的潛力並成長，逐漸不再需要彈的特訓，並在與MAC的隊友們互相理解的同時堅守地球的保護。在第40話MAC全滅之後則寄宿在美山ㄧ家，並以平民的身份憑藉自己的力量，繼續對抗布萊剋星人派來的圓盤生物，也察覺到只要自己還在地球上，就會不斷有新的外星殺手再來侵擾地球。
在最終話消滅所有圓盤生物及摧毀布萊剋星後，在夕陽下與美山一家和通告別，他決定將地球視為真正的故鄉，為了確認地球的和平，他以地球人的身份乘坐著遊艇踏上了旅程。
- 在企劃書《L》的企劃書中，他的名字是鳳雷歐，來自M七十七星。[1]

諸星彈 （モロボシ・ダン）
飾演者：森次晃嗣
配音：雷霆（香港亞視）
宇宙怪獸攻擊隊M.A.C的隊長，超人七號的人間體。MAC的背號是「1」。
在隊伍中是位性格顯得十分沉穩，經常在任務分析局勢的靈魂角色，同時也是繼超人力霸王太郎之後，再次被任命進行保衛地球的任務的超人戰士。不過在第1話與馬格馬星人和基拉斯兄弟戰鬥時中身受重傷，因而失去了變身的能力，而後則向前來救助的鳳源委託保衛地球的大任。並以師傅的身分幫助鳳源進行嚴厲的磨練，使其迅速成長。
有時在戰鬥中經常暗中使用能干擾怪獸的「超級意念」協助鳳源。不過長期使用會帶來很大的精神負擔，甚至有縮短壽命的風險。
在第40話諸星彈因圓盤生物襲擊MAC基地，在隊伍全滅後下落不明。
後在《超人力霸王梅比斯》則被證實被超人之母所救，並重拾了變身為七號的力量，在最終話則託夢給雷歐。

### MAC

#### 初期成員
除鳳源和諸星隊長外，按統一編號順序列出。初期成員的姓氏都與顏色有關。
黑田明雄  （くろだ あきお）
飾演者：黑田宗
配音：黃志成（香港亞視）
宇宙怪獸攻擊隊M.A.C的第一任副隊長，24歲。是位做事比較細心，擅長飛機駕駛和改造的成員，同時也經常以前輩的身份對鳳源說教。MAC的背號是「3」。
在第8話後便不再登場。
 青島一郎（あおしま いちろう）
飾演者：柳沢優一
配音：陸頌愚（香港亞視）
宇宙怪獸攻擊隊M.A.C的初期隊員，22歲。他忠實於自己與怪獸對戰的使命，是位相當認真盡責，但有時脾氣暴躁或比較魯莽的隊員。擅長格鬥，在隊中總是因為鳳源的獨自行動和不聽命令而和其爭吵，不過之後隨著不斷地共事關係有所改善。曾經與鳳源一起參加了空手道課程。MAC的背號是「5」。
在第16話此後便不再登場。
赤石清彦（あかし きよひこ）
飾演者：大島健二
配音：黃文偉（香港亞視）
宇宙怪獸攻擊隊M.A.C的初期隊員，20歲。儘管在成員中並不是很引人注目，但是他對機械學的檢查有很多了解。在劇中很少表現出個性，對鳳源的反應似乎有些冷淡。MAC的背號是「6」。
在第16話此後便不再登場。
 白川純子（ももい はるこ）
飾演者：三田美枝子
配音：吳小藝（香港亞視）
宇宙怪獸攻擊隊M.A.C的初期隊員，20歲。經常在總部負責通訊及分析數據的工作，經常通過無線通信向成員報告諸如：「東京XX地區已經出現外星人」的情況，此外也有著駕駛麥基2號戰鬥機的飛行能力，與眾隊員們參與前線戰鬥的英勇表現。MAC的背號是「8」。
在第40話因圓盤生物襲擊MAC基地，在試圖逃脫時被圓盤生物攻擊，最終則隨著基地爆炸殉職。
 桃井晴子（ももい はるこ）
飾演者：新玉恭子
配音：周文瑛（香港亞視）
宇宙怪獸攻擊隊M.A.C的初期隊員，18歲。是隊伍中最年輕的隊員，經常在總部負責通訊及分析數據的工作。上前線戰鬥的次數並不太多。MAC的背號是「9」。
在第16話此後便不再登場。

#### 中後期成員
平山敦 （ひらやま あつし）
飾演者：平沢信夫
配音：梁志達（香港亞視）
宇宙怪獸攻擊隊M.A.C的第二任副隊長。第9話開始登場，是任命接任黑田東彥的新隊員。儘管個性沉默寡言，但他卻是在戰鬥時出色戰略家。。MAC的背號是「3」。
在第18話後便不再登場。
 佐藤大介 （さとう だいすけ）
飾演者： 手塚茂夫
宇宙怪獸攻擊隊M.A.C的第三任副隊長。是位性格鮮明，對隊長很忠心的菁英隊員，同時與隊員們的關係也相處融洽，也會試著幫助陷入困境的平民角色。
最初和鳳源的關係有些冷淡，不過到後期兩人間的關係則逐漸好轉。在第40話因圓盤生物襲擊MAC基地，最終隨著基地爆炸而殉職死亡。
 白土純 （さとう だいすけ）
飾演者：松坂雅治
配音：曾秉輝（香港亞視）
宇宙怪獸攻擊隊M.A.C的新進隊員，22歳，於第6話首次登場，最初在MAC的太空情報部工作，為了參加宇宙情報會議而返回地球，當得知自己的戀人洋子被卡利星人殺害後為了報仇而加入M.A.C。後來則被升為正式隊員，具有敏銳的射擊能力。
最初對鳳源懷有強烈的仇恨，認為他並沒有做好保護洋子的責任，不過在卡利星人的戰役時將被崩塌的建築壓扁前，被鳳源及時變身的雷歐所救，最後不再生鳳源的氣回到情報部，不過隨著劇情發展，他在第17話再度登場，並重新與鳳源成了好朋友。在第40話因圓盤生物襲擊MAC基地時，他卻隨著基地爆炸而殉職死亡。
 梶田一平 （かじた いっぺい）
飾演者：朝倉隆
配音：黃志明（香港亞視）
宇宙怪獸攻擊隊M.A.C的新進隊員，於第17話首次登場。接替赤石和青島成為「麥基2號」的新飛行員，綜合能力值相當高，在為人和人品的態度上都不錯，和鳳源的關係也很要好。
通常進行前戰任務時則常與鳳源和白土純一起行動，此外也擅長使用重武器。在第40話因圓盤生物襲擊MAC基地，最終則隨著基地爆炸而殉職死亡。
 松木晴子 （まつき はるこ）
飾演者：藍友子
配音：周文瑛（香港亞視）
宇宙怪獸攻擊隊M.A.C的新進隊員，於第26話首次登場。接替桃井成為基地裡的新通訊員。性格和善，有時也會協助隊員參與實際的戰鬥。
在第40話，與眾隊員在MAC基地慶祝自己的生日時，遭到圓盤生物的襲擊，最終隨著基地爆炸而殉職死亡。

#### 其他成員
高倉
飾演者：神田隆
配音：黃志明（香港亞視）、陳偉權（代配第39集）
怪獸攻擊隊M.A.C最高司令部的總司令官。僅在第13、36和39話中登場。
是一位真誠和洞察力也很高的人。曾因顧及地球的安危而裝設飛彈，試圖將接近地球的光之國給轟滅的作戰行動，由於極端的策略導致他時常會做出較為錯誤的決定。身育一位女兒「高倉彩子」，曾與一位叫「內田三郎」的太空人有過婚約，不過內田卻在三年前到阿特蘭塔星探測時失蹤。
 鈴木 
飾演者：鹿島信哉
配音：曾秉輝（香港亞視）
宇宙怪獸攻擊隊M.A.C的隊員，僅在第3話登場。是一位樂心助人的青年，與梅田兄妹的父親一同遭到祖鲁克星人腰斬殺害，是團隊內最早殉職的隊員，他有一名妻子。
 佐藤三郎 （さとう さぶろう）
飾演者：東龍明
配音：盧傑群（香港亞視）
宇宙怪獸攻擊隊M.A.C的隊員，僅在第12話登場。是從M.A.C非洲分部調回日本來的熱血冒險家，關西腔。很喜歡孩子，不過有時候總會做出一些讓人哭笑不得的事情。在與氣球怪獸班戈的戰鬥時則是使用自己獨特的策略協助鳳源和M.A.C，最後則是前往喜馬拉雅山踏上尋找雪人的之旅。
北山洋二（きたやま ようじ）
飾演者：浜畑賢次
配音：黃志成（香港亞視）
宇宙怪獸攻擊隊M.A.C的隊員，僅在第21話登場。前滑雪運動員，曾獲得過極光障礙滑雪冠軍，他曾經營救了被刺客宇宙人諾斯撒旦星人追殺的勝利女神「阿爾法星人」，並因此而獲得了女神的祝福。
然而因被諾斯撒旦星人攻擊的因素導致右腿遭到截肢，再也不能滑雪，不過他並不後悔當初挺身而出幫助女神的舉動。最後在女神被雷歐送回故鄉後，與和鳳源在天空看見勝利女神的幻影後露出了會心的笑容。
 大槻美也子（おおつき みやこ）
飾演者：大原綠
宇宙怪獸攻擊隊M.A.C的臨時隊員，僅在第23和25話登場。
是接替桃井成為基地裡的臨時通訊員。

### 城南體育俱樂部
城南體育俱樂部（城南スポーツセンター）是一個民間組織，旨在推動體育的發展，該組織由大村正司負責。而鳳源在休息日時也在該機構擔任指導員。
在第1和第2話中，俱樂部的建築物使用位於東京都新宿區百人町（靠近大久保站）的「體育館」（今稱GEN體育宮）進行拍攝，但從第3話開始，改為使用位於東京都世田谷區鎌田（靠近東急田園都市線、東急大井町線二子玉川站和小田急小田原線成城學園前站附近）的「東京青少年活動保險簡易中心」（今世田谷活動保險中心）進行拍攝。在描繪日常生活空間的場景時，通常會在多摩川河岸附近進行外景拍攝。
儘管鳳源在城南體育中心有親密關係的人們在第40話中不幸身亡，但體育中心本身仍然存在。第40集B部分開頭描寫了鳳源上班的場景，第41集和第51集也描寫了鳳源的工作情節。除了下面介紹的成員之外，該組織還有許多其他會員。如在第17話中出現的猛的未婚妻，被狼星人附身的「冴子」，以及後來在第32話中被確認為月星人的彌生，她們曾一段時間屬於該機構。
在企劃書《L》中，該機構的名字是「超級體育俱樂部」（ウルトラスポーツクラブ、Ultra Sports Club）。
 大村正司 （おおむら しょうじ）
飾演者：藤木悠
配音：馮志輝（香港亞視）
城南體育俱樂部會長。是個平易近人，平時相當幽默的大叔，和諸星彈交情很好。
根據第5集的內容顯示他在年輕的時候曾經做過劍道，並因此啟發了鳳源在對付卡內德拉斯的新技巧。在第8話曾經因返回體育館途中遭到怪物襲擊，但及時被鳳源所救，然而卻因鳳源因違反命令而受到M.A.C的紀律處分。
在第22話後便不再登場。
 山口百子 （やまぐち ももこ）
飾演者：丘野香織
配音：曾秀清（香港亞視）
源的戀人，城南體育俱樂部的補助指導員，19歲。是一位來自黑潮島，端莊大方，善良，時常能給人以安撫和鎮靜的美麗女子。
將失去父母的梅田兄妹當做自己的親人一樣照顧。同時是鳳源是心儀對象，兩人經常一起行動，也經常照顧鳳源，不過並不知道他就是雷歐的真實身份。
在第39話時，因光之國即將與地球相撞之際遭到受傷，情深意切向昏迷中鳳源表白，並做好了與鳳源生死與共的準備。在第40話時，與猛和香在新宿的一家百貨商店購物時遭到圓盤生物的襲擊，最終在建築物崩塌時被崩塌的結構壓埋而死，從此香消玉殞。百子的死給鳳源帶來了很大的打擊，也成了鳳源一生中的遺憾。
在《梅比斯》的第34集中，源在百子的故鄉黑潮島上和GUYS成員相遇了
 野村猛 （のむら たけし）
飾演者：伊藤幸雄
配音：羅偉傑（香港亞視）
城南體育俱樂部的補助指導員，同時也是鳳源的後輩。一直都很敬佩鳳源，為了想成為M.A.C的成員之一而不斷努力，時常幫助鳳源特訓。
在第40話時，與百子和香在新宿的一家百貨商店購物時遭到圓盤生物的襲擊，最終在建築物崩塌時被崩塌的結構壓埋而死。
 梅田通 （うめだ トオル）
飾演者： 新井津尾廣
配音：周文瑛（香港亞視）
梅田家長子，年紀10歲的小學生。母親在很小的時候因病去世，因此與與妹妹小香和父親三人一同生活，但在第3話目睹父親被祖鲁克星人殺害後則與小香和鳳源、百子一起生活，並將他們當作自己的親人。在鳳源等人的陪伴下不斷的成長。
在第40話中，由於百子，猛和小香在圓盤生物的襲擊時喪生而徹底淪為孤兒，並和與鳳源一同寄養在美山一家，由於失去所有的親人使得他精神越來越不穩定，甚至成為圓盤生物諾貝的僕從，不過在美山一家竭盡全力的呼喚下才恢復正常。
在後期得知鳳源的真實身份後決定協助他一臂之力。並在最終話中與朋友們鼓起勇氣，奪走了布萊克指揮官召喚圓盤生物的水晶球。最後則和美山一家在夕陽下目送鳳源離開。
 梅田香 （うめだ カオル）
飾演者：富永美衣奈
梅田家長女，年紀8歲的小女孩。是個相當勇敢的孩子，和通一樣把百子和鳳源當作自己的親人，由於經常懷念因病去世的母親，還曾被鬼女瑪扎里斯星人變成母親的樣貌誘入鏡中世界。
在第40話時，與百子和猛在新宿的一家百貨商店購物時遭到圓盤生物的襲擊，最終在建築物崩塌時被崩塌的結構壓埋而死，導致通悲痛欲絕。

### 美山一家
美山咲子（みやま さきこ）
飾演者：春川真澄
美山家的主人，是光會第二病院的護士長。和鳳源和通結識，丈夫過去是一名醫生，不過卻已去世。在第40話日本遭到圓盤生物的襲擊後接納了鳳源和通。並讓他們寄宿在自己的家裡。平時說話有些嘮叨，但對鳳源和通及女兒們都很好，並經常給予他們精神上的支持。
在第50話時曾經遭到布紐綁架作為人質，最後則和一家人及通目送鳳源離開。
 美山泉美 （みやま いずみ）
飾演者：奈良富士子
配音：吳小藝（香港亞視）
自第40話開始登場，咲子的大女兒，目前在城南大學生物研究室工作的大學生。似乎喜歡鳳源，不過有時也會對鳳源優柔寡斷的態度感到不滿意。
在第50話時曾經說過「我認為圓盤生物的襲擊一直攻擊地球的原因是因為雷歐在地球上。」導致傷到鳳源的心。最後則和一家人及通目送鳳源離開。
 美山步美 （みやま あゆみ）
飾演者：杉田薰
自第40話開始登場，咲子的小女兒。是通的同班同學，說話有些厚臉皮，但私下也還是默默關心通的一面。
在後期得知鳳源的真實身份後決定協助他一臂之力。並在最終話中與朋友們鼓起勇氣，奪走了布萊克指揮官召喚圓盤生物的水晶球。最後則和一家人及通目送鳳源離開。

### 其他
黑色指令（ブラック指令）
飾演者：大林丈史
來自邪惡之星「布萊剋星」的惡魔，出現於「圓盤生物篇」中。身穿黑色禮服和黑色斗篷的宇宙人，頭頂上帶着黑色圓帽。他的目標是入侵地球並消滅阻礙他計劃的雷歐。他左手持有一顆水晶球，右手揮動手杖將圓盤生物從布萊剋星召喚到地球。不過水晶球也是他的生命之源，
在最終話時，他的水晶球被通、步美等孩子搶走並扔到雷歐面前，雷歐將水晶球拋向布萊克恩多並將其殺死。同時，失去水晶球的黑色指令也因此融化而亡。

## 本作登場的超人力霸王

### 超人力霸王雷歐
本作登場的超人力霸王戰士，如敘述所示，雷歐與超人兄弟不同，他並非來自M78星雲的光之國，而是出生於獅子座L77星。在L77星毀滅時，他與弟弟阿斯特拉以及寵物流浪怪獸羅恩分離。因為他的故鄉在故事開始前一個月被馬克馬星人摧毀，所以他來到了與故鄉酷似的地球，以地球人身份「鳳源」在城南運動中心工作並生活，可以說是宇宙的難民。因此，在劇中他也展示了失去故鄉和家族的悲傷。
關於他故鄉被摧毀的情節，在實業之日本社的兒童百科《超人力霸王vs怪獸軍團》的漫畫「雷歐之國物語（レオの国物語）」以及永岡書店出版、監修的《ピコピコブックス13 輝け！ウルトラ戦士!!》等書籍中有所提及。和超人兄弟一樣，雷歐在胸部配備了彩色定時器，但他的變身活動時間只有2分40秒，也比光之國的戰士更短。不過，在劇中實際呈現定時器閃爍進入危機的情節較少。從第50話開始，定時器閃爍的聲音也變成了與第一代「超人力霸王」相同的音效。此外，若不進行巨大化，能量消耗會被壓制，因此在第26話被壓縮成類似一寸法師大小的小人，以及第50話被黑色指令使用宇宙繩綁著變身成人類大小時，他都能保持本來的形態很長時間。
在第45話與布利札德的戰鬥中，他能自己提高體溫。並利用宇宙拳法達人的身份，以及憑藉著超越其他超人力霸王戰士的卓越身體能力和格鬥技巧，來彌補活動時間的短暫。此外，通過超人七號所提供的特訓以及多次戰鬥的經歷，逐漸成長為一名強大的戰士。在第1話與彈初次相遇，他自稱為「超人力霸王雷歐」，在第38・39話中與阿斯特拉一起拯救了地球和超人之星後，他與阿斯特拉正式成為ウルトラ兄弟的一員。
儘管光線技已在初期開始使用（首次使用於第8話），但作為招牌技的情節並不多見。在最終季的圓盤生物篇中，光線技成為決勝技的情況變得更加頻繁。
此外，腹部的秘密記號是L77星人所使用的文字，代表著「雷歐」（Leo）的意義，也是L77星人的象徵。此外也存在著一個官方設定，即「雷歐原本是獅子座L77星的王子，而腹部的紋章就是這個證明」，但在劇中並未提及。此外，他戴在雙臂上的手環被認為是L77星王室的印記。原本是雷歐和阿斯特拉各自擁有一個作為「兄弟」的象徵，但在L77星即將爆炸之際，即將面臨死亡的阿斯特拉將其留給雷歐作為遺物，因此現在雷歐擁有著兩個手環。
- 身高：52公尺[36][37][38][39][40][41][42][註 7]
- 體重：48000噸
- 年齡：1萬歲
- 飞行速度：7马赫
- 奔跑速度：每小时800公里
- 水中速度：每小时150海里
- 腕力：20万吨
- 跳跃力：1000米
- 視力：可看到100km外的火柴枝
- 活動時限：2分40秒

#### 變身用具
獅子之瞳（レオリング、獅子の瞳）是鳳源平時帶在左手無名指上的金色戒指。戒指本體呈獅子的面孔，並嵌有一顆紅寶石在頂部。在第51話中，源曾摘下了獅子之瞳，但並沒有丟棄它，而是在參演《梅比斯》第34話時再次戴在左手無名指上。
在播出當時，它只有獅子之瞳的名稱，但後來的附加設定中也加上了「レオリング」這個名稱，根據不同的資料，有的將它們區分為真名和別名。此外，也存在著描述「レオリング」的紅寶石就是「獅子之瞳」的資料。
扮演源的真夏在拍攝結束後收到了三個戒指，包括備用戒指，但他都送給了朋友。
至於變身方法，當源使用獅子之瞳時，則會擺出取自空手道的直拳類似的宇宙拳法動作，同時喊著「雷歐ー！」，並向前伸出左臂，此時金色獅子的獅身會閃耀光芒，釋放出變身能量使其變身為雷歐。變身姿勢有兩種，只有在第1・2話、第6話、第9話中略有不同。
當雙手被封印無法擺出姿勢時，源會原地旋轉變身（第50話）。在第1・2話中，獅子之瞳的寶石部分會發出白色光芒，但從第3話開始和《梅比斯》第34話中，獅子之眼戒指的本體部分會發出金色的光芒。

#### 造型設計
雷歐的設計由鈴木儀雄負責，他是東寶公司派駐至圓谷製作公司的美術總監，負責自《衛司》以來的美術工作。為了與傳統的超人力霸王戰士有所區別，雷歐的頭部設計更為複雜，一眼看去類似於人類的髮型。眼睛和嘴巴繼承了超人七號的設計風格，但鼻子有明確的造型。造型工作由開米製作公司負責。鈴木和製作人熊谷健共同製作了原型。
在未採用的套裝中，腹部沒有秘密標誌，胴體到腿部之間有類似超人七號和太郎的銀色線條紋路，而在採用的版本中則被廢棄，變成了純紅色。其中一個NG設計後來被改編成《太郎》中巴爾基星人的設計。
由於在第1話後半，套裝演員從川口和則換成了二家本辰巳，因此雷歐的套裝也進行了更新。然而，由於面具沒有改變，二家本的眼睛位置不符合觀察孔，他在整個最終回的演出中只能看到一只眼睛[50]。二家本曾表示，套裝的彈性不足，胸部有填充物，胸部圖案是由皮革製成的，因此動作不太靈活。
後來，一套拍攝用的套裝由電影導演和特技導演原口智生所擁有。由於濕式套裝的材料和乳膠製的保護部分已經劣化，他把它保存製為胸像。

#### 必殺技
- 雷欧飛踢（レオキック）[53][54]

雷歐最擅長的必殺技。利用地面1000公尺的跳躍力，集中自身的能量，以單腳踢擊對手的落下衝擊力。據說它具有一萬枚炸藥的威力。與其他超人力霸王的踢技不同，雷歐的腳尖會燃起紅色火焰，粉碎敵人的身體。通常是右腳發光，但有時左腳或左右兩腳（但只有一隻腳打中對手）也會發光。
初次使用是對抗馬克馬星人的戰鬥，但當時只造成了傷害，並不是決定性的技巧，直到第8話對付貝基拉時才作為終結一擊使用。此外，在圓盤生物篇中，只有對抗阿布索和布尼奧時使用了兩次。此外在落下時還有各種不同的變化形式。
- 手刀[55][54]

雷欧的另一招絕招，破壞力亦很驚人，可以把敵人的手或觸角切斷。
- 飞毛腿[55][54]

跳到空中，用旋转法从天而降的飞踢术，略胜于雷欧飞踢，在第2集把雷德基拉斯与布莱克基拉斯的头踢飞
- 双脚飞踢[55][54]

属于雷欧飞踢的一种，是雷欧飞踢的两倍，為歷代超人力霸王的飛踢技能中，排名前三名破壞力極強的飛踢技之一，目前為止幾乎沒有任何的超人力霸王敢硬接雷歐的雙重飛踢，連梅比斯也是在硬接這招後被打回人間體型態(而雷歐發現日比野未來打算硬接，及時減慢速度，只用了約6成力道，否則梅比斯是會直接死亡的)。
此招在《超人力霸王銀河S》中多次在各時空消滅比自己大上數倍的敵人，讓其他助拳參戰的新世代超人力霸王們瞠目結舌，連超人力霸王衛司都稱讚雷歐的拳腳功夫了得。
- 拳刃[55][54]

能一拳擊穿怪獸身體的攻勢。
- 雙節棍[55][54]

只出現過一次，是雷歐拆下火力發電廠的煙囪所製作的道具。
- 身軀回力刀[55][54]

在空中高速旋轉，以自身作為回力刀，威力持平衛司的断头刀。
- 合体光波[55][54]

雷欧需和弟弟阿斯特拉两手相触，即可释放出具有粉碎性的红色光波。
- 能量光球[55][54]

將能量轉換為紅色光球的絕招，設定上是雷歐最強的光線技，是雷歐(第8集)首次在實戰中使用的光線類技能。
- 狮瞳光線[55][54]

從頭部射出的光線。
- 超人斗篷[55][54]

尊王送給雷欧的武器，可變出具有強大防禦力的雨傘及斗篷，平時變做臂章帶在雷歐的左臂上。
- 風車手裡劍[55][54]

仙鶴怪獸羅南所編織的風車，雷歐用此風車射擊擊敗了馬格馬星人二世。
- 臂斩光线[55][54]

雷欧发出的双臂攻击光线，瞬间内的破坏性光线。
- L77光芒[55][54]

是雷欧发出的破坏性的光线，威力巨大，炸毁了布莱克星。
- 手臂光弹[55][54]

雷欧从手臂发出的黑色光弹，有破坏性的光线。
- 宝石光线[55][54]

从雷欧的生命计时器发出的破坏性光线，瞬间能将防御力极高的对手炸的粉身碎骨。
- 狮之斩[55][54]

是雷欧两只手同时发射出的杀伤力光线。

#### 在其他作品的登場
《彗星公主》:第63話（客串）
《超人力霸王梅比斯》:第1話、第34話及第50話。
《超人力霸王列傳》
《超人力霸王銀河》:第7話
《超人力霸王捷德》:第1話
- 電影

《超人力霸王怪獣大決戦》（1979年）
《超人力霸王ZOFFY 超人戰士VS大怪獣軍団》（1984年）
《超人力霸王物語》（1984年）
《新世紀超人力霸王傳說 》（2002年）
《新世紀2003超人力霸王傳說  THE KING'S JUBILEE》（2003年）
《大怪獸格鬥 超銀河傳說 THE MOVIE》（2009年）
《赛罗·奥特曼 THE MOVIE 超决战！贝利亚银河帝国》（2010年）
《超人力霸王傳奇》（2012年）
- OV

《超人力霸王梅比斯外傳：超銀河大戰》（2009年）
《激突！黑色護甲裝置》（2009年）
《超銀河傳說外傳：超人力霸王傑洛VS黑暗獨眼巨人傑洛》（2010年）
《超級格鬥勝利》（2014年）
《格鬥》第10話（2021年）
- 網路劇集

《超級銀河格鬥》（2022年-至今）
《超人力霸王雷古洛斯》（2023年）

### 阿斯特拉
雷歐的雙胞胎弟弟，同樣來自獅子座L77星。他使用的一人稱是「俺」，在劇中，他只被介紹為「弟弟」，在當時的播出中被解釋為雙胞胎，後來成為官方設定。雷歐認為他在L77星毀滅時已經死亡，劇中也有相應的發言。
在預先公布的介紹文章中，阿斯特拉原本長得與雷歐一模一樣，但被馬克馬星人捕獲時，他在L77星毀滅時受了致命的重傷，左大腿上的魔岩鍊（マグマチックチェーン）是在那時候被安裝上的。之後，阿斯特拉自己逃出了馬克馬星，得到了超人力霸王尊王的救援，接受了改造手術並復活，容貌發生了變化而成現在的外表，而在金星恢復體力後，他與雷歐在地球上重逢，並一同對抗魔岩星人兄弟。然而，在第22話中，阿斯特拉在雷歐的回憶場景中，就已經變成現在的樣子了。而在1974年9月號的《小學三年生》（小學館）中，最初提到超人之父命令宇宙警備隊搜尋被馬克馬星俘虜的阿斯特拉，但這一設定已經改變為被尊王救援的情節。
魔岩鍊並不受尊王的超能力影響，至今仍無法取下。る據說為了解開這條鍊，需要馬克馬星人的鑰匙。阿斯特拉本人則將魔岩鍊視為戰鬥的榮譽，每次看到這條鎖鍊，都會想起過去的艱難困苦，並燃起戰鬥的鬥志。{{注|在《新超人力霸王列傳》的第14話中，超人力霸王傑洛解釋了左腳上的魔岩鏈是他被馬克馬星人抓住時的遺物。
腹部的標誌代表著「阿斯特拉」，也是L77星人的象徵。一些資料中記載著「他是L77星的王子，腹部的阿斯特拉標誌代表著王子的身份」，但在劇中並未提到。此外，當敵人接近時，額頭上的光束燈會閃爍以警示危險。
從第22話中與加隆和里特爾的戰鬥中救援陷入危機的雷歐開始，阿斯特拉展現了許多英勇的行動，例如在第33話中救助陷入無法戰鬥的雷歐，以及在第36話中拯救濒临崩溃的MAC总部。在第38和39話中，他被巴巴魯星人俘虜，導致雷歐和超人兄弟之間爆發了內鬨，然而在尊王的幫助下，他與雷歐一起解決了這一問題，並成為了超人兄弟的一員。
由於在戰鬥中往往以介入的形式出現，阿斯特拉給人留下了作為雷歐的支援角色的印象，但在本作最後出場的第46話中，當雷歐因受傷無法正常戰鬥時，阿斯特拉代替他打敗了漢格拉等敵人，顯示出他的戰鬥能力不亞於雷歐。
- 身高：50公尺[57][59][60][58][61]
- 體重：49000噸
- 年齡：1万歲
- 飞行速度：10马赫
- 移动速度：时速1200公里
- 跳跃力：400米
- 腕力：18万吨

#### 其他
- 在系列中，他平時在宇宙中旅行，旁白曾對此提及「沒有人知道他去哪裡」等，連他的兄弟雷歐也不知道他在哪裡做什麼。此外，在劇中他從未以人類形態在地球上活動過。
- 關於頭部等設計意圖，設計師鈴木在後來的DVD訪談中表示「我想要設計一個與雷歐相似，但稍微表現出未成熟感的形象」。名字「阿斯特拉」是當時通過公開徵集而來的。
- 在《梅比斯》中，阿斯特拉被地球人認識為一名超人力霸王，雖然稱他為「超人力霸王」並沒有錯誤，但在成為超人兄弟後，他的名稱仍統一為「阿斯特拉」，並不帶有「超人力霸王」的冠稱。唯一的例外是刊於2010年3月號的月刊雜誌《side-BN》中介紹的《大怪獸戰鬥 烈火大怪獸大集結DX 超人戰士大集結》頁面中，提到了超人力霸王阿斯特拉。
- 相較於雷歐擅長空手道，阿斯特拉的設定是擅長踢擊拳。

#### 在其他作品的登場
《超人力霸王梅比斯》:第50話。
《超人力霸王捷德》:第1話
- 電影

《超人力霸王怪獣大決戦》（1979年）
《超人力霸王ZOFFY 超人戰士VS大怪獣軍団》（1984年）
《新世紀超人力霸王傳說》（2002年）
《新世紀2003超人力霸王傳說  THE KING'S JUBILEE》（2003年）
《大怪獸格鬥 超銀河傳說 THE MOVIE》（2009年）
《赛罗·奥特曼 THE MOVIE 超决战！贝利亚银河帝国》（2010年）
- OV

《超人力霸王梅比斯外傳：超銀河大戰》（2007年）
《奧特格鬥勝利》（2014年）
- 網路劇集

《超級銀河格鬥》（2022年-至今）

### 超人力霸王尊王
本作登場的另一名超人力霸王，他是超人力霸王一族的傳說所提及的超人，在光之國的等離子火花塔的建設之前就已經存在。他守護著整個宇宙的和平，即使對於所有超人力霸王戰士們來說，他被視為只有傳聞而留存的神，精神領袖的存在。他被稱為「必然會在某個地方出現」，不論是M78星雲的光之國，還是獅子座L77星，還是《The Ultraman》中的U40星，但在那之前從未現身。然而，在《大怪獸格鬥 超銀河傳說 THE MOVIE》中，他曾於年輕的超人之父和佐菲面前現身，展現了年輕時的形象。
平時，他獨自一人居住在無人的小行星「帝王星」（キング星）。此外，在《梅比斯外傳 希卡利傳說》中，他偽裝成一個神秘老人居住在無人星球托瓦爾行星上。擁有凌駕於光之國任何超人力霸王戰士之上的實力，甚至於封印了連超人戰士們都無法對抗的超人力霸王貝利亞，復活了被黑色指令分割身體的雷歐，修復了被貝利亞超時空消滅炸彈摧毀的邊疆宇宙，因此，相較於超人兄弟和地球人之間的能力差距，他的力量被認為更加強大。
在小學館的學習雜誌《小學二年生》1974年11月號中，他被描述為可以以「光的速度移動等能力」的同時，也有「傳聞他是佐菲的祖父」的記述。在居村真二的漫畫作品《超人力霸王超傳說》的一篇故事「普羅米修斯傳說」中曾以太古時代為舞台，描繪了他童年時期的形象，當時他名為皮科。從那時開始就已展現了超能力，包括念動力、預知和瞬間移動等能力。
該角色的形象由大澤哲三設計，基於大澤的女兒繪製的圖稿而創作。
- 身高：58公尺
- 體重：56000噸
- 年齡：30萬歲以上
- 飞行速度：20馬赫（可瞬間轉移到宇宙的任何地方）
- 移动速度：2馬赫
- 跳跃力：1100米
- 腕力：10萬噸

根據在《雷歐》劇中的活躍，他將被縮小的雷歐恢復原尺寸，將超人力霸王之力轉交給雷歐，最終與雷歐一起打敗了壓力怪獸。在第39話中，他出現在與雷歐對戰的超人兄弟面前，對偽裝成阿斯特拉的巴巴魯星人使用洗禮光線，洩露了其真實身份。在第50話中，他使被黑色指令分散的雷歐再次復原。
他的套裝造型由開米製作公司負責。根據在雜誌等公開的背景設定，據說他解救了被瑪格瑪星人囚禁的阿斯特拉並為其進行了大手術治療。

#### 在其他作品的登場
《超人力霸王捷德》:第3、17、25話
- 電影

《超人力霸王怪獣大決戦》（1979年）
《超人力霸王ZOFFY 超人戰士VS大怪獣軍団》（1984年）
《新世紀超人力霸王傳說》（2002年）
《新世紀2003超人力霸王傳說  THE KING'S JUBILEE》（2003年）
《大怪獸格鬥 超銀河傳說 THE MOVIE》（2009年）
《赛罗·奥特曼 THE MOVIE 超决战！贝利亚银河帝国》（2010年）
- OV

《超人力霸王梅比斯：希卡利傳說》（2007年）
《超人力霸王梅比斯：黑暗的盔甲》（2007年）
《奧特格鬥勝利》（2014年）
- 網路劇集

《超級銀河格鬥》（2020年-至今）

## 本作登場的防衛組織

### MAC
MAC的正式名稱為「Monster Attacking Crew」（又稱為「怪獸攻擊隊」），該組織的主要任務，是阻止外宇宙的入侵行為並保護宇宙船航行安全的宇宙巡邏隊。該組織在美國、歐洲、非洲和亞洲的主要城市上空，各設有一個名為「MAC站」的總部基地，最主要的任務是確保宇宙船航行的安全，並及時察覺和擊退怪獸和外星人的襲擊。此外，地面上也有主要地區的基地，例如東京支部等（第34話），但主要基地仍然是宇宙站。在劇中只出現了亞洲總部，由諸星彈隊長指揮的常規部隊被稱為宇宙巡邏隊。
由於系列構成，相對於以前的防衛團隊，MAC在劇中的活躍機會較少，成員變動頻繁，還有出現許多犧牲者和調動者。需要強調的是，直到第39話，所有犧牲者都是MAC的普通隊員，而在精銳部隊中與歷代防衛團隊一樣，沒有出現過犧牲者。然而在第40話中，亞洲總部被希爾巴布爾美的突襲摧毀，除了源和彈以外的亞洲總部成員都犧牲了。
根據劇中的情節，似乎存在著前身組織地球防衛隊的活動。在第16話中，彈講述了追蹤阿特拉星人的隊員變成蠟像狀並犧牲的情況。此外，在第25話中出現了一個名為地球防衛委員會的組織，但詳細情況不明。
- 在劇情中，主人公所屬的防衛團隊總部被怪獸捕食而消失被視為異常的事件。另一個設想是「超人力霸王乘坐飛碟戰鬥」，但前提是MAC必須要摧毀。為此，MAC在第40話的副標題中被標記為「全滅」，因此人們普遍認為MAC全軍覆沒，但實際上只有亞洲總部被摧毀，MAC並沒有完全滅亡。然而，由於亞洲總部的毀滅，MAC在事實上已經消失了。

#### 亞洲基地
亞洲基地是一個全長143公尺、全高118公尺的圓錐形大型宇宙站，被稱為「MAC站」或「MAC基地」，它是為了宇宙船的安全和防禦入侵而建造的中樞設施。它不僅是宇宙防衛的前線，也承擔著宇宙燈塔的角色。它靜止在日本列島上空400公里處，有100名人員常駐。內部設有指揮室和居住設施供隊員們使用，還配備了麥基各機型的機庫、發射門、開發工廠等。在緊急情況下，它也可以進入大氣層內進行戰鬥，但詳細的武裝情況尚不清楚。
設計由鈴木儀雄負責。基地上部迷你模型改造自《星狼》中的藍虎號。指揮室採用了螺旋樓梯的多層結構來展示其巨大的規模，牆面部件則是從其他作品所流用。

## 播放列表
| 集數   | 日文標題                                                         | 中文標題                                                 | 編劇       | 監督       | 登場怪獣・宇宙人・超人力霸王                                                                                | 播映日         |  |
| ------ | ---------------------------------------------------------------- | -------------------------------------------------------- | ---------- | ---------- | --- | -------------- |  |
|        |                                                                  |                                                          |            |            | |                |  |
| 第1話  | セブンが死ぬ時！東京は沈沒する！                                 | 七號死去之時！東京沉沒之日！                             | 田口成光   | 真船禎     | 佩刀暴君馬格馬星人 雷德基拉斯 布拉克基拉斯 超人七號                                                         | 1974年 4月12日 |  |
| 第2話  | 大沈沒！日本列島最後の日                                         | 大沉沒！日本列島最後之日                                 | 田口成光   | 真船禎     | 佩刀暴君馬格馬星人 雷德基拉斯 布拉克基拉斯 超人七號                                                         | 4月19日        |  |
| 第3話  | 涙よさよなら...                                                  | 含淚告別...                                              | 田口成光   | 深沢清澄   | 奇怪宇宙人祖魯剋星人                                                                                        | 4月26日        |  |
| 第4話  | 男と男の誓い                                                     | 男人間的誓言                                             | 田口成光   | 深沢清澄   | 奇怪宇宙人祖魯剋星人                                                                                        | 5月3日         |  |
| 第5話  | 泣くな！おまえは男の子                                           | 不要哭！你是男子漢                                       | 阿井文瓶   | 東條昭平   | 兇暴宇宙怪獸卡內德拉斯                                                                                      | 5月10日        |  |
| 第6話  | 男だ！燃えろ！                                                   | 男子漢！燃燒吧！                                         | 田口成光   | 東條昭平   | 宇宙街頭惡魔卡利星人                                                                                        | 5月17日        |  |
| 第7話  | 美しい男の意地                                                   | 美男子的心靈                                             | 阿井文瓶   | 外山徹     | 植物怪獸肯多羅斯                                                                                            | 5月24日        |  |
| 第8話  | 必殺！怪獣仕掛人                                                 | 必殺！怪獸指導者                                         | 阿井文瓶   | 外山徹     | 暴徒怪獸貝基拉                                                                                              | 5月31日        |  |
| 第9話  | 宇宙にかける友情の橋                                             | 宇宙間架起友情之橋                                       | 土門鐵郎   | 山深沢清澄 | 宇宙星獸吉羅                                                                                                | 6月7日         |  |
| 第10話 | かなしみのさすらい怪獣                                           | 可憐的流浪怪獸                                           | 阿井文瓶   | 山深沢清澄 | 流浪怪獸羅恩                                                                                                | 6月14日        |  |
| 第11話 | 泥まみれ男ひとり                                                 | 沾滿泥的男人                                             | 田口成光   | 筧正典     | 怪異宇宙人凱特爾星人                                                                                        | 6月21日        |  |
| 第12話 | 冒険野郎が來た！                                                 | 冒險狂來也！                                             | 阿井文瓶   | 筧正典     | 氣球怪獸班戈                                                                                                | 6月28日        |  |
| 第13話 | 大爆発！捨身の宇宙人ふたり                                       | 大爆炸！兩個捨身的宇宙人                                 | 田口成光   | 前田勲     | 透明宇宙人百貝星人                                                                                          | 7月5日         |  |
| 第14話 | 必殺拳！嵐を呼ぶ少年                                             | 必殺拳！呼喚風暴的少年                                   | 阿井文瓶   | 前田勲     | 蝎子怪獸安塔雷斯                                                                                            | 7月12日        |  |
| 第15話 | くらやみ殺法！闘魂の一撃                                         | 黑暗殺法！充滿鬥志的一擊                                 | 田口成光   | 山際永三   | 分身宇宙人福里普星人                                                                                        | 7月19日        |  |
| 第16話 | 真夜中に消えた女                                                 | 午夜中消失的女人                                         | 若槻文三   | 山際永三   | 黑花宇宙人安特拉星人                                                                                        | 7月26日        |  |
| 第17話 | 見よ！ウルトラ怪奇シリーズ 狼男の花嫁                            | 請看！超級怪談系列 狼男的新娘                            | 田口成光   | 山本正孝   | 狼男沃爾夫星人                                                                                              | 8月2日         |  |
| 第18話 | 見よ！ウルトラ怪奇シリーズ 吸血鬼！こうもり少女                  | 請看！超級怪談系列 吸血鬼！蝙蝠少女                      | 阿井文瓶   | 山本正孝   | 蝙蝠怪獸巴冬 吸血蝙蝠少女                                                                                   | 8月9日         |  |
| 第19話 | 見よ！ウルトラ怪奇シリーズ よみがえる半魚人                      | 請看！超級怪談系列 復甦的半魚人                          | 田口成光   | 外山徹     | 半魚人波茨星人                                                                                              | 8月16日        |  |
| 第20話 | 見よ！ウルトラ怪奇シリーズ ふしぎな子熊座の少年                  | 請看！超級怪談系列 奇怪的小熊座少年                      | 阿井文瓶   | 外山徹     | 金牛座怪獸多吉烏 博庫                                                                                       | 8月23日        |  |
| 第21話 | 見よ！ウルトラ怪奇シリーズ 北の果てに女神を見た}                 | 請看！怪譚怪談系列 北方的盡頭看見了女神！                | 田口成光   | 外山徹     | 刺客諾斯撒旦星人 阿爾法星人尼姬女神                                                                         | 8月30日        |  |
| 第22話 | レオ兄弟対怪獣兄弟                                               | 雷歐兄弟對怪獸兄弟                                       | 田口成光   | 深沢清澄   | 怪獸哥哥加隆 怪獸弟弟利特爾 阿斯特拉                                                                        | 9月6日         |  |
| 第23話 | ベッドから落ちたいたずら星人                                     | 床上掉下的淘氣星人                                       | 若槻文三   | 深沢清澄   | 彩虹怪獸雷恩伯拉 愉快宇宙人科洛星人                                                                         | 9月13日        |  |
| 第24話 | 美しいおとめ座の少女                                             | 美麗的處女座少女                                         | 奧津啟二郎 | 前田勲     | 機器人怪獸加梅洛特 薩琳星人多多爾教授 安德羅伊德少女卡羅琳                                                  | 9月20日        |  |
| 第25話 | かぶと蟲は宇宙の侵略者!                                          | 甲蟲是宇宙侵略者！                                       | 若槻文三   | 前田勲     | 宇宙昆蟲撒旦比特爾 幻想宇宙人克林星人                                                                       | 9月27日        |  |
| 第26話 | 日本名作民話シリーズ！ ウルトラマンキング対魔法使い 一寸法師より | 日本民間傳說系列 超人力霸王尊王對魔法使 根據一寸法師改編 | 田口成光   | 大木淳     | 怪獸人普萊舍星人 超人力霸王尊王                                                                             | 10月4日        |  |
| 第27話 | 日本名作民話シリーズ！ 強いぞ！桃太郎！ 桃太郎より               | 日本民間傳說系列 好強啊！桃太郎！ 根據桃太郎改編         | 阿井文瓶   | 大木淳     | 鬼怪獸奧尼昂                                                                                                | 10月11日       |  |
| 第28話 | 日本名作民話シリーズ！ 帰ってきたひげ船長！ 浦島太郎より         | 日本民間傳說系列 歸來的鬍子船長！ 根據浦島太郎改編       | 若槻文三   | 山本正孝   | 海棲怪獸帕拉戴王 海棲人帕拉戴星人                                                                           | 10月18日       |  |
| 第29話 | 日本名作民話シリーズ！ 運命の再會！ダンとアンヌ 狐がくれた子より | 日本民間傳說系列 命運的再會！彈和安奴 根據狐之子改編     | 阿井文瓶   | 山本正孝   | 超能力星人烏林加                                                                                            | 10月25日       |  |
| 第30話 | 日本名作民話シリーズ！ 怪獣の恩返し 鶴の恩返しより               | 日本民間傳說系列 怪獸的報恩 根據白鶴報恩改編             | 田口成光   | 筧正典     | 佩刀暴君瑪格瑪星人 宇宙鶴羅蘭                                                                               | 11月1日        |  |
| 第31話 | 日本名作民話シリーズ！ 地球を守る白い花 花咲か爺さんより         | 日本民間傳說系列 守護地球的白花 根據開花爺爺改編         | 奧津啟二郎 | 筧正典     | 昆蟲星人貝銘星人 白花精靈                                                                                   | 11月8日        |  |
| 第32話 | 日本名作民話シリーズ！ さようならかぐや姫 竹取り物語より         | 日本民間傳說系列 再見了輝夜姬 根據竹取物語改編           | 石堂淑朗   | 中川信夫   | 月光怪獸基拉拉 月族彌生（輝夜姬）                                                                           | 11月15日       |  |
| 第33話 | レオ兄弟対宇宙悪霊星人                                           | 雷歐兄弟對宇宙惡靈星人                                   | 若槻文三   | 中川信夫   | 宇宙惡靈阿庫馬尼亞星人 阿斯特拉                                                                             | 11月22日       |  |
| 第34話 | ウルトラ兄弟永遠の誓い                                           | 超人兄弟永遠的誓言                                       | 阿井文瓶   | 前田勲     | 兩面兇惡怪獸阿修羅 怪獸球賽文加 超人力霸王傑克                                                              | 11月29日       |  |
| 第35話 | おいらは怪獣大將だ！                                             | 俺可是怪獸大將！                                         | 田口成光   | 前田勲     | 淘氣怪獸塔伊銷                                                                                              | 12月6日        |  |
| 第36話 | 飛べ！レオ兄弟 宇宙基地を救え！                                  | 飛吧！雷歐兄弟 拯救宇宙基地！                            | 田口成光   | 岡村精     | 變身怪人阿特蘭塔星人 阿斯特拉                                                                               | 12月13日       |  |
| 第37話 | 怪奇！悪魔のすむ鏡                                               | 奇異！惡魔居住的鏡子                                     | 田口成光   | 岡村精     | 鬼女瑪扎拉斯星人 異次元獸斯貝克塔                                                                           | 12月20日       |  |
| 第38話 | 決闘！レオ兄弟対ウルトラ兄弟                                     | 決鬥！雷歐兄弟對超人兄弟                                 | 若槻文三   | 東條昭平   | 偽冒阿斯特拉 佐菲 超人力霸王 超人力霸王傑克 超人力霸王衛司 超人之父                                         | 12月27日       |  |
| 第39話 | レオ兄弟 ウルトラ兄弟 勝利の時                                   | 雷歐兄弟 超人兄弟 勝利之時                               | 田口成光   | 東條昭平   | 巴巴爾星人 佐菲 超人力霸王 超人力霸王傑克 超人力霸王衛司 超人之父 超人之母 超人之父 超人力霸王尊王 阿斯特拉 | 1975年 1月3日  |  |
| 第40話 | 恐怖の円盤生物シリーズ！ MAC全滅！円盤は生物だった！             | 恐怖的圓盤生物系列！ MAC全滅！圓盤是生物！               | 田口成光   | 深沢清澄   | 圓盤生物希爾巴布爾美 圓盤生物布萊克多姆 布萊克指揮官                                                        | 1月10日        |  |
| 第41話 | 恐怖の円盤生物シリーズ！ 悪魔の惑星から円盤生物が來た！          | 恐怖的圓盤生物系列！ 來自惡魔之星的圓盤生物來了！        | 田口成光   | 深沢清澄   | 圓盤生物布萊克多姆 圓盤生物阿布索巴                                                                         | 1月17日        |  |
| 第42話 | 恐怖の円盤生物シリーズ！ レオが危い！暗殺者は円盤生物            | 恐怖的圓盤生物系列！ 雷歐有危險！暗殺者是圓盤生物        | 阿井文瓶   | 前田勲     | 圓盤生物阿布索巴 圓盤生物代莫斯                                                                             | 1月24日        |  |
| 第43話 | 恐怖の円盤生物シリーズ！ 挑戦！吸血円盤の恐怖                    | 恐怖的圓盤生物系列！ 挑戰！吸血圓盤的恐怖                | 若槻文三   | 前田勲     | 圓盤生物代莫斯 代莫斯Q 圓盤生物布萊克卡戎                                                                   | 1月31日        |  |
| 第44話 | 恐怖の円盤生物シリーズ！ 地獄から來た流れ星！                    | 恐怖的圓盤生物系列！ 來自地獄的流星！                    | 田口成光   | 外山徹     | 圓盤生物布萊克卡戎 圓盤生物布利加德                                                                         | 2月7日         |  |
| 第45話 | 恐怖の円盤生物シリーズ！ まぼろしの少女                          | 恐怖的圓盤生物系列！ 虛幻的少女                          | 阿井文瓶   | 外山徹     | 圓盤生物布利加德 圓盤生物漢古拉                                                                             | 2月14日        |  |
| 第46話 | 恐怖の円盤生物シリーズ！ 戦うレオ兄弟！円盤生物の最後！          | 恐怖的圓盤生物系列！ 戰鬥雷歐兄弟！圓盤生物的末日！      | 田口成光   | 東條昭平   | 圓盤生物漢古拉 圓盤生物布萊克特琳娜 阿斯特拉奧特曼                                                          | 2月21日        |  |
| 第47話 | 恐怖の円盤生物シリーズ！ 悪魔の星くずを集める少女                | 恐怖的圓盤生物系列！ 收集惡魔之星碎片的少女              | 若槻文三   | 東條昭平   | 圓盤生物布萊克特琳娜 布萊克特琳娜Q 圓盤生物撒旦莫亞                                                         | 2月28日        |  |
| 第48話 | 恐怖の円盤生物シリーズ！ 大怪鳥円盤 日本列島を襲う！             | 恐怖的圓盤生物系列！ 大怪鳥圓盤 襲擊日本列島！           | 若槻文三   | 山本正孝   | 圓盤生物撒旦莫亞 圓盤生物諾瓦                                                                               | 3月7日         |  |
| 第49話 | 恐怖の円盤生物シリーズ！ 死を呼ぶ赤い暗殺者！                    | 恐怖的圓盤生物系列！ 呼喚死亡的紅色暗殺者！              | 阿井文瓶   | 山本正孝   | 圓盤生物諾瓦                                                                                                | 3月14日        |  |
| 第50話 | 恐怖の円盤生物シリーズ！ レオの命よ！キングの奇跡！              | 恐怖的圓盤生物系列！ 雷歐的生命啊！尊王的奇蹟！          | 石堂淑朗   | 山際永三   | 圓盤生物布紐 圓盤生物布萊克恩多 超人力霸王尊王                                                              | 3月21日        |  |
| 第51話 | 恐怖の円盤生物シリーズ！ さようならレオ！太陽への出発            | 恐怖的圓盤生物系列！ 再見了雷歐！向著太陽啟程            | 田口成光   | 山際永三   | 圓盤生物布萊克恩多 超人七號                                                                                 | 3月28日        |  |

## 製作人員
- 制片人：円谷粲、熊谷健、橋本洋二（TBS）、熊谷国雄（TBS映画社）
- 脚本：田口成光、阿井文瓶、土门铁郎、若槻文三、奥津启二郎、石堂淑朗
- 監督（本編）：真船祯、深泽清澄、东条昭平、外山彻、笕正典、前田勲、山本正孝、大木淳、中川信夫、冈村精、山际永三
- 監督（特殊技术）：高野宏一、矢岛信男、东条昭平、大木淳、吉村善之
- 音楽：冬木透
- 撮影（本编）：铃木清、内山五郎
- 撮影（特摄）：君冢邦彦
- 照明（本编）：北泽保夫
- 照明（特摄）：伊藤裕二
- 美术（本编）：铃木仪雄、菅野幸光
- 美术（特摄）：大泽哲三
- 机电：仓方茂雄
- 效果：小森護雄
- 选曲：明田川进
- 录音：油家彻
- 助监督（本编）：宫坂清彦、佐野和弘、安倍贞雄、笠仓隆
- 助监督（特摄）：吉村善之、松本清孝
- 动作指导：渡边安章
- 制作：TBS、圓谷製作

### 配音声优
- 雷欧·奥特曼：真夏龍[65](港配:陳旭明)
- 阿斯特拉：丸山咏二 (港配:黃文偉)
- 旁白：瑳川哲朗 (港配:梁志達)

### 特技演員
- 赛文·奥特曼：二家本辰巳（第一集）
- 雷欧·奥特曼：川口和則（第一集，因功夫不夠好被替換，片尾未注明）、二家本辰巳（2-51）
- 阿斯特拉：久須美欽一（第22・33・36・38・39・46話）
- 怪獸・宇宙人：上田克巳、浦上嘉久[66]、河合徹、山村哲夫 等

## 電影版
因為早期昭和時代還沒有錄影帶等家庭播放設備，因此常衍生出了些將電視版中的某一集或某幾集拼接到一起，稍微改變劇情和新製作人員就搬上大瑩幕的電影版。
超人力霸王雷歐(1) 雷歐兄弟對怪獸兄弟
1979年4月28日上映，16:9寬螢幕比例。內容是超人力霸王雷歐第22集《雷歐兄弟大戰怪獸兄弟》。同時放映的還有《超人六兄弟對怪獸軍團》。
超人力霸王雷歐(2) 可憐的流浪怪獸
1979年7月21日上映，16:9寬螢幕比例。內容是超人力霸王雷歐第10集《可憐的流浪怪獸》。同時放映的還有《超人力霸王：怪獸大決戰》。

## 歌曲
「ウルトラマンレオ」（雷欧·奥特曼之歌，第1 - 13话主题曲）
- 作词：阿久悠 / 作曲：川口真 / 演唱：真夏龙、少年少女合唱団みずうみ

「戦え! ウルトラマンレオ」（战斗吧！雷欧·奥特曼，第14 - 51话主题曲）
- 作词：阿久悠 / 作曲：川口真 / 演唱：平野英之、少年少女合唱団みずうみ

「星空のバラード」（星空叙事曲，插入曲）
- 作词：阿久悠 / 作曲：川口真 / 演唱：真夏龙

「ウルトラセブンの歌」（第40话插曲）
作词：东京一 / 作曲・编曲：冬木透 

「MACのマーチ」
- 作词：阿久悠 / 作曲：川口真 / 演唱：真夏龙、少年少女合唱団みずうみ
- 剧中第4话插曲

## 海外播映
本片在香港曾由亞洲電視購入，以《超人尼奧》譯名於1995年播出。在中國大陸，本片則於1995年3月8日，以《雷欧·奥特曼》譯名在上海東方電視台首播。